# Dapsone
Il dapsone è un farmaco, di solito utilizzato unitamente con rifampicina e clofazimina, per il trattamento della lebbra.

## Meccanismo d'azione
Come antibatterico il dapsone è un antimetabolita: inibisce la sintesi batterica dell'acido diidrofolico tramite competizione con l'acido paraminobenzoico nel sito attivo della diidropteroato sintetasi e inibisce quindi la sintesi dei folati.
In questo meccanismo d'azione è simile ai sulfamidici.
Usato invece nel trattamento delle malattie dermatologiche, la sua farmacodinamica non è ancora stata ben compresa. Ha certamente degli effetti antinfiammatori e immunomodulanti. Probabilmente la sua azione nella dermatite erpetiforme è il blocco della mieloperossidasi.

## Scoperta e sintesi
Il dapsone fu scoperto nel 1908 da Fromm e Wittmann partendo dal 4,4'-dinitrodifenil solfuro.

## Usi
- Come antibatterico viene utilizzato per combattere la lebbra causata dal Mycobacterium leprae.
- Viene saltuariamente utilizzato per prevenire infezioni causate da Pneumocystis jiroveci in pazienti immunodepressi o quelli in cui la terapia con cotrimossazolo (combinazione di trimetoprim e sulfametossazolo) risulta inefficace.
- Trova anche applicazioni nel trattamento della Porpora trombocitopenica idiopatica
- Malattia di Hailey-Hailey
- Pemfigoide cicatriziale
- Nella Dermatite erpetiforme o morbo di Duhring viene somministrato nella fase di attacco alla dose di 50–100 mg/die con effetti ottimi, ma limitati nel tempo.
- Idrosadenite suppurativa.